# Srijemski mučenici
Srijemski mučenici je ime dano skupini mučenika iz ranokršćanske crkve na prostoru rimske provincije Panonije koji su život izgubili tijekom 3. i 4. stoljeća, osobito za vrijeme progona cara Dioklecijana. Zaštitnici su Srijemske Mitrovice, Srijema i Srijemske biskupije.
Kršćanstvo se proširilo Srijemom u 3. stoljeću te su se već u tom razdoblju formirale prve biskupije u Sirmiju, Sisciji i Mursi. Pod Dioklecijanovim progonima tijekom ranog 4. stoljeća mnogi su od tih prvih kršćana su ubijeni.
Točan broj mučenika je nepoznat, ali u poznatije se ubrajaju:
- Anastazija (15. siječnja)
- Agripin i Sekundo (19. srpnja)
- Bazila (30. kolovoza)
- Demetrije Srijemski (26. listopada)
- Euzebije i Polion (29. svibnja)
- Fruškogorski klesari Simforijan, Klaudije, Nikostrat, Kastor i Simplicije (8. studenoga)[2]
- Hermilo i Stratonik (13. siječnja)
- Irenej Srijemski (6. svibnja)[3]
- Montan i Maksima (26. ožujka)
- Sinerot (24. veljače)